# Marija F. Dulić
Marija (Franje) Dulić (Tavankut, 7. prosinca 1936.) je naivna umjetnica u tehnici slame iz Subotice, rodom bačka Hrvatica. Po struci je kemičarka.

## Životopis
Rodila se 1936. u Tavankutu.
Kad su se 1980-ih aktivirala Likovna sekcija HKPD Matija Gubec iz Tavankuta, to je bila samo sekcija slamarki. Reaktivirale su se prijašnje "slamarke" Rozalija Sarić, Anica Balažević, Mara Ivković Ivandekić, Kata Rogić, Marga Stipić, Matija Dulić, a došle su i nove, kao Ana Crnković, Jozefina Skenderović, Marija (Franje) Dulić (1984.), Đurđica Stantić, Ivan Bašić Palković i dr. Godine 1986. Likovna je sekcija prerasla u Koloniju naive u tehnici slame. Sazivi tih kolonija su reafirmirali već prije poznate Katu Rogić, Mariju Ivković Ivandekić, Margu Stipić, Rozaliju Sarić, ali i nove članice kolonije, kao Jozefinu Skenderović, Anu Crnković, Mariju Dulić, Eminu Sarić, Mariju Vojnić i dr.
Omiljena tema njenih radova je domaća perad: guske, kokoši, purani.
Do 1998. izlagala je 76 puta, u tuzemstvu i inozemstvu (dio izložbi na kojima je sudjelovala je ovdje). 